# Fără destin
Fără destin (în maghiară Sorstalanság) este titlul unui roman scris de scriitorul maghiar Imre Kertész, care în anul 2002 a fost distins cu Premiul Nobel pentru Literatură.

## Conținutul
Romanul, de inspirație autobiografică, îl are în centru pe Gyuri Köves, un adolescent maghiar de origine evreiască, care a trăit ororile deportării în lagărele din Auschwitz și Buchenwald. Acțiunea începe cu plecarea tatălui, concentrat într-un lagăr de muncă forțată. Gyuri trăiește cu mama sa vitregă, și lucrează la fabrica Csepel. Într-o zi este coborât de un polițist din autobuz și este condus alături de alți locuitori evrei la o fabrică de cărămidă. Peste câteva săptămâni deținuții vor fi urcați în vagoane care au destinația Auschwitz. Gyuri și câțiva colegi scapă de execuție pentru că sunt declarați apți de muncă, și sunt duși mai departe în lagărul din Buchenwald. Aici ei sunt forțați să lucreze într-o fabrică de armament de dimineața până seara. Din cauza condițiilor grele de muncă și a malnutriției sănătatea eroului se deteriorează vizibil. Asta nu împiedică însă mutarea lui în al treilea lagăr de concentrare, unde se îmbolnăvește grav și este transportat înapoi în Buchenwald într-un spital pentru deținuți. Aflat în refacere și așteptând să fie executat, Gyuri află întâmplător că lagărele vor fi eliberate. Odată cu întoarcerea la Budapesta viața tânărului erou se schimbă iremediabil. Află că tatăl său a murit, mama vitregă s-a recăsătorit, iar casa părintească are alți locatari. Marcat de ororile trăite, Gyuri este incapabil să se adapteze în noua lume, și realizează că viața lui reîncepută este, după cum spune și titlul, fără destin.

## Continuări
Romanele care continuă firul poveștii din Fără Destin sunt: Eșecul și Kadiș pentru copilul nenăscut (editura Est, 2005), și Lichidarea (netradus în română).

## Traduceri în alte limbi
În 1992 apare în limba engleză sub titlul Fateless. În 2004 apare a doua traducere sub titlul Fatelessness;
În 1996 apare în limba germană, Imre Kertész: Roman eines Schicksallosen; 
În 1997 apare în franceză, Imre Kertész: Être sans destin : roman; în 2007 romanul a fost tradus în limba rusă, Без судьбы. 